# Joroo
La capital de Mongolia, Ulán Bator, está dividida en distritos llamados düüreg (plural: düürgüüd), estos a su vez se dividen en subdistritos llamados en mongol joroo (хороо horoo, plural: хороод horood).
En 2007 el número de joroos se elevó de 121 a 132. Cada joroo tiene su propio número dentro de su distrito (düüreg), algunos de los subdistritos también poseen un nombre.

## Jorood
| Düüreg            | Khoroo |
| ----------------- | --- |
| Bagakhangai       | 1 y 2 |
| Baganuur          | 1, 2, 3 y 4 |
| Bayangol          | 1, 2, 3, 4, 5, 6, 7, 8, 9, 10, 11, 12, 13, 14, 15, 16, 17, 18, 19, 20, 21, 22 y 23                                     |
| Bayanzürkh        | 1, 2, 3, 4, 5, 6, 7, 8, 9, 10, 11, 12, 13, 14, 15, 16, 17, 18, 19, 20, 21, 22, 23, 24, 25, 26, 27 y 28                 |
| Chingeltei        | 1, 2, 3, 4, 5, 6, 7, 8, 9, 10, 11, 12, 13, 14, 15, 16, 17, 18 y 19                                                     |
| Khan Uul          | 1, 2, 3, 4, 5, 6, 7, 8, 9, 10, 11, 12, 13, 14, 15 y 16                                                                 |
| Nalaikh           | 1, 2, 3, 4, 5, 6 y 7                                                                                                   |
| Songino Khairkhan | 1, 2, 3, 4, 5, 6, 7, 8, 9, 10, 11, 12, 13, 14, 15, 16, 17, 18, 19, 20, 21, 22, 23, 24, 25, 26, 27, 28, 29, 30, 31 y 32 |
| Sükhbaatar        | 1, 2, 3, 4, 5, 6, 7, 8, 9, 10, 11, 12, 13, 14, 15, 16, 17, 18, 19 y 20                                                 |
| Total             | 151 |